# 1-Fenilpentano
1-Fenilpentano, também chamado simplesmente de fenilpentano, ou de pentilbenzeno, 1-pentilbenzeno ou n-amilbenzeno é o composto químico orgânico com fórmula química C11H16, massa molecular 148,25 , classificado com número CAS 538-68-1, EINECS 208-701-5.
Possui densidade de 0,863 , ponto de fusão de -75 ºC, ponto de ebulição de 205 ºC e é insolúvel em água.